# Chalet de Catllaràs
El chalet de Catllaràs es un edificio modernista construido por Antoni Gaudí en 1905, situado en La Pobla de Lillet (Bergadá), en la pista forestal de la sierra de Catllarás, a unos 12 km del núcleo de población.
Esta obra pertenece a la etapa naturalista de Gaudí (primera década del siglo XX), periodo en que el arquitecto perfecciona su estilo personal, inspirándose en las formas orgánicas de la naturaleza, para lo que puso en práctica toda una serie de nuevas soluciones estructurales originadas en los profundos análisis efectuados por Gaudí de la geometría reglada. A ello añade una gran libertad creativa y una imaginativa creación ornamental, ya que partiendo de cierto barroquismo sus obras adquieren gran riqueza estructural, de formas y volúmenes desprovistos de rigidez racionalista o de cualquier premisa clásica.
Este inmueble está inscrito como Bien Cultural de Interés Local (BCIL) en el Inventario del Patrimonio Cultural catalán con el código IPA-31201.

## Historia y descripción

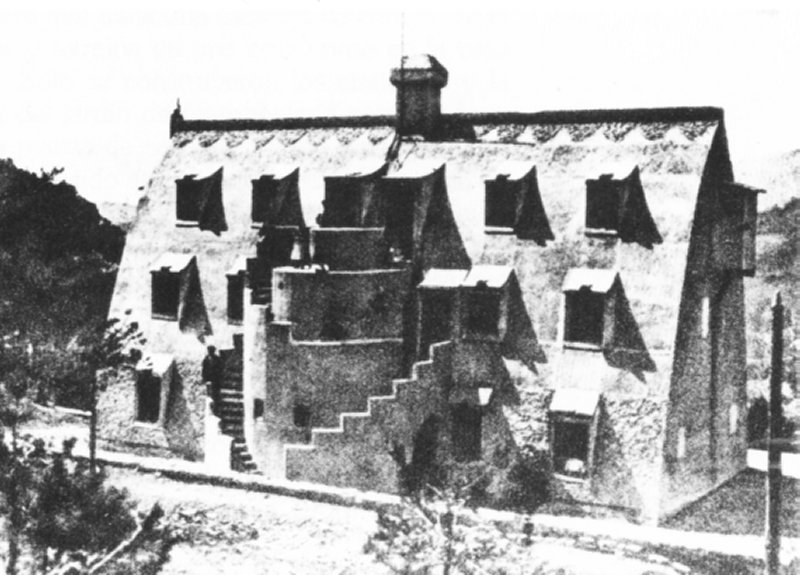
Foto histórica del chalet

En 1905 Gaudí visitó La Pobla de Lillet invitado por su mecenas, el conde Eusebi Güell, quien era propietario en la zona de la fábrica de cemento portland Asland, situada en la vecina localidad de Castellar de Nuch. En el transcurso de la visita se planteó la necesidad de construir en un terreno cercano a la fábrica un chalet-refugio para los ingenieros que trabajaban en ella, que debían pasar largas estancias alejados de sus casas. El proyecto fue encargado a Gaudí, según testimonio de uno de sus ayudantes, Domingo Sugrañes, y del arquitecto Francisco de Asís Viladevall, quien escribió un artículo al respecto en la revista Cortijos y Rascacielos (Madrid, 1946).

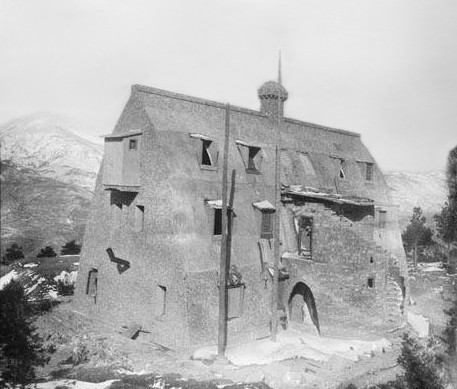

El edificio tiene una estructura simple pero muy original, con forma de arco apuntado y bóveda de rasilla cerámica. Dicho arco forma una ojiva que se prolonga de un extremo a otro de tal forma que consigue repartir las fuerzas de una forma equilibrada, una solución estructural que Gaudí ya había empleado en las Bodegas Güell de Garraf. Originalmente tenía un cuerpo adosado de forma circular que contenía dos tramos de escaleras para conducir a los dos pisos superiores, que lamentablemente no se ha conservado. Otra de las originales soluciones del arquitecto para este chalet fueron unas ventanas tipo lucarna concebidas especialmente para la protección contra la nieve, que posteriormente empleó también en el desván de la casa Milà. El único elemento decorativo que tenía el edificio era el revestimiento con piedra de río en el basamento y en la cubierta, que tampoco se han conservado.
En los años 1970 y 1980 el edificio fue reformado primero para servir como local del ICONA y después como casa de colonias para niños de la Fundación Pere Tarrés. La intervención más significativa fue la eliminación de la escalera de caracol que fue sustituida por una escalera metálica.
En octubre de 2020 se ha presentado la restauración del "Xalet del Catllaràs" que ha recuperado el aspecto original de Gaudí.
En esta misma localidad Gaudí realizó entre 1905 y 1907 los jardines de Can Artigas, en la zona llamada Fuente de la Magnesia, por encargo del industrial textil Joan Artigas i Alart, en cuya casa se había alojado Gaudí durante su estancia en la zona. Intervinieron en esta obra operarios que habían trabajado en el parque Güell, realizando un proyecto parecido al del famoso parque barcelonés.